# Liste des épisodes de Nadia, le secret de l'eau bleue
Liste des épisodes de la série Nadia, le secret de l'eau bleue. Le premier titre français correspond à celui de la version censurée et le second à celui de la restaurée ou version Game One.
| No | Titre français                                              | Titre japonais           | Titre japonais | Date de 1re diffusion |
| No | Titre français                                              | Kanji                    | Rōmaji         | Date de 1re diffusion |
| --- | ----------------------------------------------------------- | ------------------------ | -------------- | --------------------- |
| 1 | La petite fille du cirque La fille de la tour Eiffel        | エッフェル塔の少女       |                |                       |
| Jean arrive à Paris en bateau, déambule dans une exposition puis rejoint son oncle afin de participer à un concours d'avions-prototypes. En attendant leur tour ils s'amusent des décollages catastrophiques puis font quelques ajustements de dernière minute sur leur appareil. Le jeune garçon aperçoit une cycliste à la peau mate et charmé il court à sa rencontre en direction de la Tour Eiffel. Au sommet de l'édifice en compagnie de son lionceau King elle s'interroge sur ses origines et rêve de voyages à travers le monde. Jean propose son invention comme moyen de locomotion et malgré leur accueil glacial souhaite devenir son ami. Soudain la pierre bleue de son pendentif émet un signal d'alarme car derrière eux sont arrivés Grandis et ses deux hommes de main. Quand ils s'approchent pour subtiliser son bijou elle s'échappe telle une acrobate de cirque. Plus tard dans sa loge la jeune fille est triste mais doit travailler pour payer son maître. Sous le chapiteau le numéro de princesse Nadia est acclamé par le public. Pendant ce temps Grandis l'a achetée à prix d'or au directeur et après le spectacle Nadia se retrouve prise au piège jusqu'à ce que Jean la sauve aux commandes d'une roue motorisée. Ils s'enfuient à vive allure mais le bras télescopique d'un grand véhicule piloté par leurs poursuivants attrape la jeune fille puis se transforme en montgolfière. Jean rejoint son appareil et après un décollage fastidieux parvient miraculeusement à se planter en haut du gros ballon d'air chaud. Son ingéniosité libère la demoiselle en détresse et tous deux sautent dans la Seine. De retour sur son bateau Jean apprend que Nadia n'a nulle part où aller et lui propose de venir au Havre chez son oncle et sa tante car lui non plus n'a pas de parents. |                                                             |                          |                |                       |
| 2 | Les fugitifs Les fugitifs                                   | 小さな逃亡者             |                |                       |
| Jean, Nadia et King naviguent sur la Seine en direction du Havre. Au loin ils aperçoivent Grandis et ses hommes s'approcher rapidement dans leur machine amphibie. Ses bras télescopiques bloquent leur poupe et les empêchent de s'échapper mais Jean transforme leur voilier afin de se libérer et décupler leur vitesse. Malgré leur panne de moteur ils arrivent de nuit chez sa tante Julie et elle semble tout sauf disposée à accueillir son amie. Elle est en colère que son mari soit resté à Paris et le met en garde contre le gaspillage de l'argent laissé par son père. Ils se rendent à sa maison éclairés par une lampe à dynamo. En chemin ils passent à côté du cimetière des aéroplanes et Jean explique à Nadia qu'il n'y a qu'en faisant des erreurs qu'on apprend. Son habitation est celle de son père, un grand marin disparu il y a un an et qu'il souhaite retrouver. Elle est pleine des inventions imparfaites créées avec son oncle. Cependant il est fier de lui montrer son appareil de huitième génération. Alors qu'ils observent l'horizon en rêvant d'un voyage en Afrique, car elle pense venir de ce continent, Grindas les repèrent. Leur engin se transforme en machine de guerre quadrupède et les bombarde de loin. Sans hésiter ils sautent dans son aéroplane et s'envolent de justesse au-dessus de la mer. Hélas leur joie est de courte durée puisque le moteur lâche mais heureusement ils parviennent à amerrir. Seulement une tempête arrive sur eux et voilà nos amis perdus dans d'inquiétants nuages. |                                                             |                          |                |                       |
| 3 | Le monstre des mers Le monstre des mers                     | 謎の大海獣               |                |                       |
| Après la pluie Jean et Nadia vident l'eau dans l'aéroplane. Malgré leur situation ils gardent espoir et bientôt aperçoivent un navire de guerre. Une fois secourus ils sont accueillis par le capitaine et interrogés sur leur mésaventure. Pendant ce temps Grandis a retrouvé leur trace et ils sont appelés sur le pont après que sa machine ait été repérée. Jean s'émerveille du navire alors que Nadia n'y voit qu'une arme à tuer. Imprudents leurs poursuivants se font bombarder et sont forcés de brandir le drapeau blanc. Jean dévore un poisson et apprend d'un scientifique que leur mission est de chasser les monstres marins. Nadia boude son plat car elle est végétarienne et trouve horrible de couper des animaux morts en morceaux. Soudain des krakens sont repérés mais alors que le capitaine a ordonné de tirer Nadia s'interpose et explique que ces créatures intelligentes étaient là bien avant l'homme. Cette distraction leur laisse juste le temps de plonger mais après une d'elles endommage leur coque en passant dessous. Nadia a remarqué que ce monstre ne semblait pas ami avec les autres restés mystérieusement au loin. Ébahi par une telle force de la nature le capitaine ordonne de faire feu à volonté. Un kraken est touché de plein fouet mais ensuite une inexplicable torpille les atteint et endommage le navire alors obligé de retourner au port. À cause de l'inclinaison du navire Nadia et Jean sont tombés à l'eau alors que ce dernier essayait de la retenir. Elle s'inquiète de la disparition de son lionceau mais il apparait sain et sauf sur l'aéronef du jeune inventeur. |                                                             |                          |                |                       |
| 4 | Le Nautilus Le Nautilus                                     | 万能潜水艦ノーチラス号   |                |                       |
| 5 | L'île mystérieuse L'île de Marie                            | マリーの島               |                |                       |
| 6 | La nouvelle Atlantide La forteresse de l'île perdue         | 孤島の要塞               |                |                       |
| 7 | La Tour de Babel La tour de Babel                           | バベルの塔               |                |                       |
| 8 | Il faut délivrer Nadia Le sauvetage de Nadia                | ナディア救出作戦         |                |                       |
| 9 | Le secret du capitaine Nemo Le secret de Nemo               | ネモの秘密               |                |                       |
| 10 | Le passage Le Glatank en action                             | グラタンの活躍           |                |                       |
| 11 | Le secret du Nautilus Les petits nouveaux du Nautilus       | ノーチラス号の新入生     |                |                       |
| 12 | Première escale Le grand amour de Gladys                    | グランディスの初恋       |                |                       |
| 13 | Sauve-toi, Marie Cours, Marie !                             | 走れ！マリー             |                |                       |
| 14 | La grande faille La vallée du Dinictys                      | ディニクチスの谷         |                |                       |
| 15 | Vont-ils couler le Nautilus ? Moment critique               | ノーチラス最大の危機     |                |                       |
| 16 | Le mystère du continent Le secret du continent disparu      | 消えた大陸の秘密         |                |                       |
| 17 | La dernière invention de Jean La dernière invention de Jean | ジャンの新発明           |                |                       |
| 18 | Cap au sud Nautilus contre Nautilus                         | ノーチラス対ノーチラス号 |                |                       |
| 19 | L'amie du capitaine Le meilleur ami de Nemo                 | ネモの親友               |                |                       |
| 20 | La bêtise de Jean L'échec de Jean                           | ジャンの失敗             |                |                       |
| 21 | Le Nautilus pris au piège Au revoir, Nautilus…              | さよなら…ノーチラス号    |                |                       |
| 22 | La déception d'Electra La trahison d'Electra                | 裏切りのエレクトラ       |                |                       |
| 23 | L'île déserte Les petits naufragés                          | 小さな漂流者             |                |                       |
| 24 | Retour à la nature L'île de Lincoln                         | リンカーン島             |                |                       |
| 25 | Premiers aveux Premier baiser                               | はじめてのキス           |                |                       |
| 26 | Le chagrin d'Attila Attila le délaissé                      | ひとりぼっちのキング     |                |                       |
| 27 | L'île de la sorcière L'île de la sorcière                   | 魔女のいる島             |                |                       |
| 28 | Retrouvailles L'île flottante                               | 流され島                 |                |                       |
| 29 | Attila contre Attila Attila contre Attila                   | キング対キング           |                |                       |
| 30 | Le passage souterrain Le labyrinthe souterrain              | 地底の迷路               |                |                       |
| 31 | La Noah Pourpre Adieu, Noah Pourpre                         | さらば、レッドノア       |                |                       |
| 32 | Le coup de foudre de Nadia Le coup de foudre de Nadia       | ナディアの初恋           |                |                       |
| 33 | Au secours d'Attila Le sauvetage d'Attila                   | キング救助作戦           |                |                       |
| 34 | Déclaration d'amour Ma chère Nadia                          | いとしのナディア         |                |                       |
| 35 | Gravé dans la pierre Le secret de l'Eau Bleue               | ブルー・ウォーターの秘密 |                |                       |
| 36 | Le Nouveau Nautilus Le Nouveau Nautilus                     | 万能戦艦Ν-ノーチラス号   |                |                       |
| 37 | L'empereur Nèmo L'empereur Néo                              | ネオ皇帝                 |                |                       |
| 38 | Le jugement du capitaine Nemo Vers le ciel…                 | 宇宙（そら）へ…          |                |                       |
| 39 | Héritiers d'une planète Héritiers d'une planète             | 星を継ぐ者…              |                |                       |